# El Aguacate, Pénjamo
El Aguacate är en ort i Mexiko.   Den ligger i kommunen Pénjamo och delstaten Guanajuato, i den centrala delen av landet, 300 km väster om huvudstaden Mexico City. El Aguacate ligger 2 010 meter över havet och antalet invånare är 139.
Terrängen runt El Aguacate är kuperad, och sluttar söderut. Runt El Aguacate är det ganska tätbefolkat, med 104 invånare per kvadratkilometer. Närmaste större samhälle är Pénjamo, 8,2 km sydost om El Aguacate. I omgivningarna runt El Aguacate växer huvudsakligen savannskog.